# Ælfric Bata
Pour les articles homonymes, voir Ælfric.
Œuvres principales
- Colloquia
- Colloquia difficiliora

Ælfric Bata est un moine lettré anglo-saxon du XIe siècle.

## Biographie
On ne sait quasiment rien d'Ælfric Bata, si ce n'est qu'il est l'un des élèves d'Ælfric d'Eynsham. Le sens de son surnom Bata est inconnu.
Comme son professeur et homonyme, il s'intéresse à la grammaire du latin. Il est l'auteur de deux manuels de conversation : le Colloquia et le Colloquia difficiliora. Le premier offre un aperçu de la vie des élèves dans les écoles monastiques anglaises de son époque, tandis que le second propose un vocabulaire plus avancé (comme son titre l'indique) qui provient en grande partie des textes d'Aldhelm. Il existe également une version du Colloquium d'Ælfric d'Eynsham révisée par son élève, sans que l'on puisse indiquer avec précision l'étendue de son travail de révision.